# ستار جبر ناصر
ستار جبر ناصر (ولد في خمسينيات القرن العشرين تقريبًا وبالتحديد في عام 1950، واختفى عام 1978) كان كاتبًا عراقيًا ،  واختفى عام 1978.

## سيرة
كان في بداية عشريناته من العمر عندما نشر كتابه "تأملات في كتاب علي الوردي : لمحات من تاريخ العراق الحديث" في عام 1978. وقد أثار الكتاب ضجة في الأوساط الأدبية في بغداد .
الإرث الأدبي : رغم قصر مسيرته الأدبية، ترك ستار جبر ناصر بصمة واضحة في الأدب العراقي الحديث، إذ تناول في كتاباته قضايا سياسية واجتماعية جريئة نادراً ما كان يتم التطرق إليها في تلك الحقبة. وقد اعتبره بعض النقاد من الكتّاب الذين مزجوا بين الأسلوب الواقعي والرمزي لنقل معاناة العراقيين تحت الظروف السياسية القاسية. واستمر اسمه يتردد في الأوساط الثقافية بعد اختفائه، حيث نُشرت بعض مقالاته وقصائده في مجلات أدبية عراقية وعربية بعد وفاته المفترضة.

## اختفاء
من المعروف أن ستار جبر ناصر قد اعتُقل وعُذِّب بشدة على يد قوات أمن الديكتاتور العراقي صدام حسين . أُطلق سراحه بعد ثلاثة أشهر من مكوثه في السجن. وبعد إطلاق سراحه بفترة قليلة ، أُلقي القبض عليه للمرة الثانية والأخيرة،  ثم اختفى بعدها للابد.

## العواقب
ولم يتم رؤية ستار جبر ناصر منذ ذلك الحين ولم يتم العثور على رفاته او على اي اثر له.